# ENAIRE
ENAIRE, abans anomenada Aeroports Espanyols i Navegació Aèria (AENA), és una empresa pública encarregada de la navegació civil aèria i dels aeroports civils a Espanya. Conforme a la legislació vigent, desenvolupa les funcions següents:
1. Ordenació, direcció, coordinació, explotació, conservació i administració dels aeroports públics de caràcter civil, aeròdroms, heliports i la resta de superfícies aptes per al transport aeri la gestió de la qual se li encomanen i dels serveis afectes els mateixos; la coordinació, explotació, conservació i administració de les zones civils de les bases aèries obertes al trànsit civil.
2. Projecte, execució, direcció i control de les inversions en les infraestructures i instal·lacions a què es refereix l'epígraf anterior.
3. Ordenació, direcció, coordinació, explotació, conservació i administració de les instal·lacions i xarxes de sistemes de telecomunicacions aeronàutiques, d'ajudes a la navegació i de control de la circulació aèria.
4. Projecte, execució, direcció i control de les inversions en infraestructures, instal·lacions i xarxes de sistemes de telecomunicacions aeronàutiques, d'ajudes a la navegació i control de la circulació aèria.
5. Proposar noves infraestructures aeronàutiques, així com de modificacions de l'estructura de l'espai aeri.
6. Desenvolupament dels serveis d'ordre i seguretat en les instal·lacions que gestiona, així com la participació en les ensenyances específiques relacionades amb el transport aeri i subjectes a l'atorgament de llicència oficial, tot això sense detriment de les atribucions assignades a la Direcció General d'Aviació Civil.

L'any 2011 es va crear la societat Aena Aeropuertos a la qual es van traspassar els actius relacionats amb els aeroports. Aquesta societat va canviar el nom pel d'Aena el 5 de juliol de 2014, data en què l'antiga Aeroports Espanyols i Navegació Aèria (AENA) va passar a dir-se ENAIRE.

## Aena, S.A.
És una empresa creada l'any 2011 amb el nom de Aena Aeropuertos, S.A. per gestionar els aeroports públics espanyols. Forma part del grup ENAIRE (antiga AENA), qui tradicionalment ha gestionat tant els aeroports com la navegació aèria a Espanya.
Aquesta filial s'ha creat per poder dur a terme una privatització parcial dels aeroports, un màxim del 49% de les accions de la societat, i seguir en mans públiques la gestió de la navegació aèria. En canvi, als aeroports Madrid-Barajas i Barcelona - el Prat la seva participació pot rondar al voltant del 20%.

### Aeroports
| Nom                   | Nom oficial           | Codi | Passatgers any 2010 |
| --------------------- | --------------------- | ---- | ------------------- |
| Albacete              | Albacete              | ABC  | 11.293              |
| Algesires*            | Algeciras             | AEI  | 10.999              |
| Alacant               | Alicante              | ALC  | 9.382.931           |
| Almeria               | Almería               | LEI  | 786.877             |
| Astúries              | Asturias              | OVD  | 1.355.364           |
| Badajoz               | Badajoz               | BJZ  | 61.179              |
| Barcelona - el Prat   | Barcelona - el Prat   | BCN  | 29.209.536          |
| Bilbao                | Bilbao                | BIO  | 3.888.955           |
| Burgos                | Burgos                | RGS  | 33.595              |
| Ceuta*                | Ceuta*                | JCU  | 29.817              |
| Còrdova               | Córdoba               | ODB  | 7.852               |
| La Corunya            | A Coruña              | LCG  | 1.101.208           |
| El Hierro             | El Hierro             | VDE  | 170.968             |
| F.G.L. Granada-Jaén   | F.G.L. Granada-Jaén   | GRX  | 978.254             |
| Fuerteventura         | Fuerteventura         | FUE  | 4.173.590           |
| Girona - Costa Brava  | Girona - Costa Brava  | GRO  | 4.863.954           |
| Gran Canària          | Gran Canaria          | LPA  | 9.486.035           |
| Eivissa               | Ibiza                 | IBZ  | 5.040.800           |
| Jerez                 | Jerez                 | XRY  | 1.043.163           |
| La Gomera             | La Gomera             | QGZ  | 32.488              |
| Lanzarote             | Lanzarote             | ACE  | 4.938.343           |
| Lleó                  | León                  | LEN  | 93.373              |
| Logronyo              | Logroño-Agoncillo     | RJL  | 24.527              |
| Madrid-Barajas        | Madrid-Barajas        | MAD  | 49.866.113          |
| Madrid-Cuatro Vientos | Madrid-Cuatro Vientos | MCV  | 295                 |
| Madrid-Torrejón       | Madrid-Torrejón       | TOJ  | 30.096              |
| Màlaga                | Málaga-Costa del Sol  | AGP  | 12.064.521          |
| Melilla               | Melilla               | MLN  | 292.608             |
| Menorca               | Menorca               | MAH  | 2.511.629           |
| Múrcia                | Murcia-San Javier     | MJV  | 1.349.579           |
| Osca                  | Huesca-Pirineos       | HSK  | 5.906               |
| Palma                 | Palma                 | PMI  | 21.117.417          |
| La Palma              | La Palma              | SPC  | 992.363             |
| Pamplona              | Pamplona              | PNA  | 291.553             |
| Reus                  | Reus                  | REU  | 1.419.851           |
| Sabadell              | Sabadell              | QSA  | 0                   |
| Salamanca             | Salamanca             | SLM  | 43.179              |
| Sant Sebastià         | San Sebastian         | EAS  | 286.077             |
| Santander             | Santander             | SDR  | 919.871             |
| Santiago              | Santiago              | SCQ  | 2.172.869           |
| Saragossa             | Zaragoza              | ZAZ  | 605.912             |
| Sevilla               | Sevilla               | SVQ  | 4.224.718           |
| Son Bonet             | Son Bonet             | SBO  | 0                   |
| Tenerife Norte        | Tenerife Norte        | TFN  | 4.051.356           |
| Tenerife Sur          | Tenerife Sur          | TFS  | 7.358.986           |
| València              | Valencia              | VLC  | 4.934.268           |
| Valladolid            | Valladolid            | VLL  | 392.689             |
| Vigo                  | Vigo                  | VGO  | 1.093.576           |
| Vitòria               | Vitoria               | VIT  | 42.073              |